# Paul Warmuth
Paul Warmuth (* 26. November 1911 in Hambach; † 17. Oktober 1981 in Schweinfurt) war ein fränkischer Mundartdichter und Komponist.

## Leben
Paul Warmuth erlernte nach dem Schulabschluss das Schneiderhandwerk bei seinem Vater und übernahm nach dessen Tod 1931 das väterliche Geschäft. Von 1939 bis 1940 war er nebenberuflich Angestellter bei der Verwaltungsgemeinschaft Hambach,
Dittelbrunn und Maibach. Während des Zweiten Weltkriegs diente er von 1941 bis 1945 als Unteroffizier bei den Besatzungstruppen in Norwegen und kam bei Kriegsende in amerikanische Gefangenschaft. Noch im Jahr 1945 wurde er als Gefangener an die Franzosen überstellt und bis 1947 in Frankreich zu Reparationsarbeiten festgehalten.
Ab 1950 wurde er zuerst in Teilzeit, ab 1953 in Vollzeit, von der damals selbstständigen Gemeinde Hambach als Verwaltungsangestellter beschäftigt. Diesen Beruf übte er bis 1977 aus.
In der Jugendzeit entwickelte sich die Liebe zur Musik insbesondere zur fränkischen Volksmusik. Er erlernte mehrere Instrumente darunter Geige, Tenorhorn und Ziehharmonika. 1928 war er Gründungsmitglied der Hambacher Blaskapelle.
Am 7. und 8. Mai 1932 trat er mit der von ihm gegründeten 4-köpfigen Singgruppe, den Hambacher Volkssängern, beim Unterfränkisches Volkslieder-Wettsingen der Deutschen Akademie in Würzburg auf und errang auf Anhieb eine Silbermedaille. Nach dem Zweiten Weltkrieg gründete er die Hambacher Volkssänger neu und komponierte mehrere Volkslieder. Sein bekanntestes Stück ist das Volkslied Sou a Schöppla Frankewei.
1954 bis 1976 war er Leiter der Hambacher Heimatkapelle. 1970 war er Mitbegründer der Hambacher Musikschule, deren Leiter er bis 1979 war.
Auf dem Gebiet der Heimatpflege arbeitete er mit dem Frankenbund und besonders mit dem jeweiligen Bezirksheimatpfleger von Unterfranken eng zusammen. Er wirkte mit am Ostfränkischen Wörterbuch der Bayerischen Akademie der Wissenschaften, an der Volksmusikabteilung beim Studio Nürnberg und in der Arbeitsgemeinschaft Fränkische Volksmusik. Seine Gedichte und Lieder befinden sich auch im Bestand des Instituts Fränkische Literatur bei der Stadtbibliothek Nürnberg. Studenten der Pädagogischen Fakultät der Universität Würzburg, die ihre Zulassungsarbeit über die Hambacher Volkssänger schrieben, stellte er Material zur Verfügung.
Er starb am 17. Oktober 1981 im Leopoldina-Krankenhaus Schweinfurt, nachdem er während eines Auftritts der Hambacher Volkssänger in Gädheim auf der Bühne eine Hirnblutung erlitten hatte.

## Hambacher Volkssänger
1932 hatte Paul Warmuth ein Gesangsquartett zusammengestellt, das beim Volksliederwettsingen der Deutschen Akademie in Würzburg für die Darbietung Hambacher Brauchtumslieder eine Silbermedaille gewann. Nach seiner Rückkehr aus der Kriegsgefangenschaft gründete er zusammen mit Hauptlehrer Paul Galmbacher 1948 die „Hambacher Volkssänger“, eine Gruppe von Idealisten, die fränkische Mundart, fränkische Lieder und Tänze den Menschen nicht nur der Heimat, sondern auch über die fränkischen Grenzen hinaus Unterhaltung und die Möglichkeit des Kennenlernens fränkischen Wesens und Brauchtums bot. Da er gleichzeitig Dirigent der Hambacher Heimatkapelle war, konnten Sänger und Musiker miteinander bei Auftritten eingesetzt werden.
Als Leiter der Volkssänger sorgte Paul Warmuth nicht nur für ein Repertoire an Liedern, Gedichten, Tänzen und Mundarttheater, sondern kümmerte sich auch um Engagements der Gruppe. Ein Teil der aufgeführten Mundartlieder und -gedichte stammt aus seiner Feder. Sie sind im Büchlein „Fränkische Hausmannskost“ in zwei Auflagen erschien.
Bis zu seinem Tode 1981 hatten die Hambacher Volkssänger über 400 öffentliche Auftritte, weiterhin erfolgten Ausstrahlungen ihrer Lieder in den Volksmusiksendungen aus dem Studio Nürnberg des Bayerischen Rundfunks. Darüber hinaus wirkte Paul Warmuth in Auftritten befreundeter Gruppen als Moderator oder Mundartsprecher mit. Für die fränkischen Gruppen, die sich in den 1970er Jahren neu gründeten, war er Berater in Fragen der Liedwahl, der Tracht und des Volkstanzes.

## Ehrungen
Für seine Verdienste um die Gemeinde Hambach und den Einsatz für fränkisches Brauchtum erhielt er 1976 die Verdienstmedaille des Verdienstordens der Bundesrepublik Deutschland.
Der Gemeinderat der Gemeinde Dittelbrunn, zu der Hambach als Ortsteil gehört, gab dem Weg hinter seinem Grundstück den Namen Paul-Warmuth-Straße.
Die Gemeinde Dittelbrunn eröffnete 2006 die Sammlung Paul Warmuth. Die vollständigen Aufzeichnungen und Sammlungen wurden vom Sohn Ekbert Warmuth der Gemeinde geschenkt. Die Sammlung bildet den Grundstock für das im Aufbau befindliche Dorfmuseum Hambach.

## Publikationen
- Die Hambacher Ansingelieder., Neujahrslied aus Hambach., in: J. Scheuring, Vo-Lie-Sa 2. Folge.Ma-Mä-Mee-Main-Verlag Aschaffenburg 1932.
- 25 Jahre Hambacher Volkssänger, in: 25 Jahre Hambacher Volkssänger S 7.- 11. Hg. Gemeinde Hambach 1957.
- Fränkische Hausmannskost, Gedichtsammlung 1982

## Lieder

### Hochdeutsch
- Im lieblichen Tal des Marienbach, 15. Mai 1949
- Eingefangener Sonnenschein, 17. November 1957
- Bocksbeutelland, 27. Oktober 1970
- Das pure Gold vom Land am Main, 19. November 1974
- Bierlied, 3. Februar 1979

### Mundart
- Sou a Schöppla Frankawei, 18. Mai 1952
- Es Dreschlied, 15. Juni 1952
- Es Basalied, 14. Juli 1962
- Die fränkische Hausmannskost, 12. Mai 1977

### Melodien
- Vier schüana Sacha, Text: Alois Ruckert, 11. März 1978
- En Unterfrank sei Lieblinqsspeis, Text: Alois Ruckert, 7. April 1978
- Wenn Dir a Frankamädlae n Wenqertsträubl schenkt, Text: Ernst Luther, 15. November 1980
- Feuerroata Nachelich, Text: Hanns Rupp, 28. März 1981

### Liedtexte
- Ich geh gern in den Wald hinaus, Melodie: Sepp Böhm, 8. März 1953
- Bin letzt durch die Garta ganga, Melodie: trad. Tanzweise, 14. Juli 1962
- Am Main im schönen Franken, Melodie: Karl Schöner, 28. September 1968
- Heut spielt die Bloasmusik, Melodie: Karl Schöner, 5. Dezember 1968

## Noten
- Lieder aus Franken, zusammengestellt von Ludwig Moritz, Arbeitsgemeinschaft Fränkische Volksmusik

## Tonträger
- Wir sen fei vo Hamich, Im lieblichen Tal des Marienbach, Sou a Schöppla Frankawei auf Marienkirche in Hambach, Rolf Binder Dokumentar Tonaufnahmen, Bi 44, 1966
- Bocksbeutelland, Eingefangener Sonnenschein auf Frankenland – Heimatland, Baccarola 86 946 ZU im Ariola-Vertrieb 2. Auflage 1974: Schallplatte: Ariola 202 048-241, Cassette: Ariola 402 048-242
- Bin letzt durch die Garta ganga, Sou a Schöppla Frankawei auf Fränkisch is gar net so schwer, Darnok DF 1055, 1977
- Sou A Schöppla Frankewei auf Volksmusik aus Unterfranken, CD, Bogner Records, CD 02300